# FN 62C
De FN 62C was een middelzware vrachtwagen voor het Belgische leger. Het voertuig is na de Tweede Wereldoorlog in productie gekomen bij Fabrique Nationale de Herstal, de laatste voertuigen zijn in 1954 afgeleverd.

## Geschiedenis
Begin jaren vijftig startte het Belgische leger met de vervanging van voertuigen die kort na de Tweede Wereldoorlog in dienst waren genomen. FN ontwierp en leverde deze vrachtwagen met vierwielaandrijving en een laadvermogen van drie ton. De onderneming had onvoldoende capaciteit om alle voertuigen te maken, een deel van de productie werd daarom uitbesteed aan Brossel en Miesse. In 1954 liep de productie ten einde, er waren toen 4150 exemplaren gemaakt.

## Ontwerp
Het voertuig heeft een standaard indeling; voor de bestuurderscabine met motor en achter de laadruimte. De cabine biedt ruimte voor een chauffeur en een passagier. De wagen is uitgerust met een zes cilinder benzinemotor met een vermogen van 92 pk. De brandstoftank van 105 liter geeft het voertuig een bereik van 500 kilometer. De versnellingsbak telt vier versnellingen vooruit en een achteruit. Door toepassing van een extra reductiebak kunnen ze in zowel een hoge- als lage gearing gebruikt worden (2x4F1R).
Er zijn twee versies gebouwd, een vrachtwagen voor algemeen gebruik en een kiepwagen. Het laadvermogen in terrein is drie ton, maar op de weg kon 50% meer worden meegenomen.
Het voertuig is alleen gebruikt door het Belgische leger.